# مفاتیح الجنان

عباس قمی، گردآورنده مفاتیح‌الجنان

مفاتیح الجنان مجموعه‌ای از دعاها، مناجات، زیارات، اعمال مخصوص ایام سال و ماه و روزها است که به حضرت محمد (ص) و امامان شیعه منسوب شده و توسط شیخ عباس قمی عالِم و محدث بزرگ شیعه در سال ۱۳۰۴ هـ. ش، جمع‌آوری و تدوین شده‌است. عباس قمی این کتاب را به حضرت  فاطمهٔ زهرا (سلام الله علیها) تقدیم نموده‌است.
این مجموعه نزد شیعیان از معتبرترین کتب محسوب می‌شود و در مدت کوتاهی پس از چاپ آن همه‌گیر شد و در تمام منازل، مساجد و اماکن مقدس شیعیان وجود دارد. بعدها ملحقاتی توسط نویسنده به کتاب اضافه شده‌است. این مجموعه توسط افراد مختلفی بارها به فارسی ترجمه شده‌است، لکن مشهورترین ترجمه از عباس مصباح‌زاده است. شیخ عباس قمی بعدها ملحقاتی به این کتاب افزوده که در بعضی از نسخ مفاتیح به صورت «ملحقات مفاتیح الجنان» به چشم می‌خورد. این ملحقات، در همان تقسیم‌بندی، قید شده‌است. بسیاری از این ادعیه و زیارات به کتب و افراد چون اقبال (سیدبن طاوس) و کفعمی ارجاع داده شده‌است.

## ساختار و محتوا
معمولاً در صفحات اول مفاتیح الجنان، چند سوره از قرآن و تمام سوره‌های کوچک قرآن می‌باشد. بعد از آن، کتاب، شامل چند قسمت می‌باشد:
- بخشی در آداب، مقدمات و تعقیبات نمازها و خواص نمازها و سوره‌ها،
- اعمال شب و روز و ایام هفته،
- مناجات‌ها (مناجات خمسه عشر سجاد) و مناجات حضرت امام علی علیه‌السلام  در مسجد کوفه،
- دعاهای معروف چون سمات، کمیل، جوشن صغیر، جوشن کبیر، مکارم اخلاق و…،
- بخش زیارات، که از زیارت محمد شروع و تا زیارت دوازده‌امام و زیارت انبیاء و امام زادگان و زیارت بعضی از شخصیت‌های اسلامی را شامل می‌شود،
- اعمال ماه‌های اسلامی (از محرم تا ذیحجه). اعمال ماه‌های رومی (میلادی)، خورشیدی،
- نمازهای مستحبی که شامل نمازهای چهارده معصوم، نماز لیلة الدفن، نمازهای اول ماه، نماز حاجت، نماز فرزند برای آمرزش والدین و…،
- دعاهایی برای حل مشکلات معنوی و مادی،
- آداب عقیقه، استخاره و آداب آن،
- احکام و آداب مربوط به مردگان.

## تصحیح و ترجمه
مفاتیح از پر مخاطب‌ترین کتب چاپ شده در ایران است و در طی حدود یک قرن اخیر هزاران بار توسط ناشران مختلف بچاپ رسیده‌است که برخی از آن ناشران بازاری و فاقد صلاحیت و تخصص بوده‌اند. با توجه به وجود برخی اشتباهات چاپی و املایی خصوصاً با توجه به وجود ۸۲۳ آیه قران در دعاهای مختلف مفاتیح، سازمان چاپ و نشر قرآن کار بررسی نسخه‌های مختلف و اعلام ایرادات تایپی به ناشران و صدور مجوز را آغاز کرده‌است. احمد زرنگار، سرپرست معاونت نظارت بر چاپ و نشر قرآن در این باره می‌گوید که در بررسی‌های این مرکز معتبرترین نسخه مفاتیح که توسط هادی اشرفی تبریزی خطاطی شده‌است، ۱۲ غلط املایی داشته‌است؛ از جمله «آیه ۱۰ سوره معارج در صفحه ۴۱۳ واژه «یَسئَلُ»، «یُسئَلُ» شده یا در سوره توبه، آیه ۲۵ صفحه ۴۷۰ این نسخه، کلمه «فَلَم»، «فَلَن» شده‌است یا در سوره فرقان، آیه ۵۸ صفحه ۸۱۲ کلمه «خبیراً»، «خبیراً بصیراً» شده و یک کلمه اضافه شده‌است.»

## مفاتیح‌الحیات
مفاتیح‌الحیات اثر جوادی آملی به عنوان جلد دوم مفاتیح‌الجنان شناخته می‌شود که تأکید آن بیشتر بر روایاتی است که به رفتارهای فرهنگی ـ اجتماعی مسلمانان و حوزه اخلاق و حقوق اجتماعی مربوط می‌شود.
این کتاب در سال ۱۳۹۱ بوسیله نشر اسراء منتشر شد.

## مفاتیح در سایر کشورها
چندین ترجمه از کلیات یا بخشی از مفاتیح به زبانهای اردو، انگلیسی و فرانسوی صورت گرفته‌است.
- ویلیام چیتیک اسلام‌شناس آمریکایی ضمن ترجمه صحیفه سجادیه به انگلیسی چند دعا از مفاتیح را نیز ترجمه و ضمیمه ان کرده‌است.[۵]